# Drapeau et armoiries de Guadalajara
Le drapeau et les armoiries de Guadalajara, capitale à l'État mexicain de Jalisco, sont ses emblèmes officiels.

## Drapeau
Le drapeau de la ville de Guadalajara est formé de trois bandes horizontales, bleue, jaune et bleue, la bande jaune étant deux fois plus large que chacune des deux bandes bleus. Sur la bande jaune, décalées vers la hampe, figurent les armoiries de Guadalajara.
La municipalité de Guadalajara a reconnu le drapeau jusqu'au 4 mai 2021 comme symbole officiel. Ce drapeau fut le premier drapeau municipal du pays et apparut pour la première fois en 1967.

### Composition et symbolisme
| Couleur | ● Bleu  | ● Jaune |
| ------- | ------- | ------- |
| HTML    | #0039A6 | #FABD00 |

### Histoire

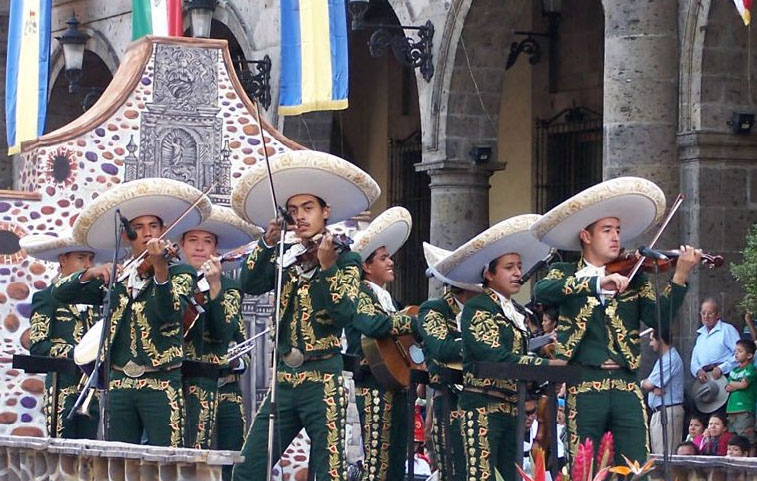
Proportions du drapeau.

Le drapeau a été conçu par Francisco Medina Asencio, alors gouverneur de Guadalajara, en 1967. Les couleurs ont été tirées des tours de la cathédrale que l'architecte Manuel Gómez Ibarra a construites au milieu du siècle XIX en utilisant de la pierre ponce pour les alléger en cas de tremblements après. les tours d'origine se sont effondrées en mai 1818 à cause d'un tremblement de terre.
Le drapeau de la ville de Guadalajara a été l'un des premiers drapeaux municipaux à être sauvé du passé et promu comme emblème local comme la ville de Chihuahua et la ville de Morelia. Le drapeau municipal a eu une présence notable ces derniers temps dans la ville, des fanions ont été placés sur le palais de la mairie, sur des monuments emblématiques comme la fontaine Minerve et les arches de Guadalajara, il a également eu une présence notable aux Jeux panaméricains de Guadalajara en 2011.

#### Drapeaux historiques

Drapeau de l'intendance de Guadalajara.
Drapeau de la ville de Guadalajara (1967-2020).
Drapeau de la ville de Guadalajara (2021).

## Armoiries

Armoiries de Guadalajara.

Les armoiries de la ville de Guadalajara, un symbole de la municipalité.
Au centre, il a un arbre aux racines exposées avec le dôme surligné en vert et le tronc et les racines en or; sur le gouffre du tronc deux lions se penchent en position sautante, opposés l'un à l'autre et de couleur or. Il a un casque avec deux plumes bleues et dorées; au-dessus, un drapeau en forme de clairon, avec toute la toile rouge et à l'extrême gauche, la croix de Jérusalem en or.

### Utilisation et mention

Armoiries de la ville de Guadalajara.